# 2. základní expedice (Mir)
2. základní expedice, zkráceně EO-2, (rusky 2-я основная экспедиция, ЭО-2) na Mir, byla druhou expedicí vyslanou Sovětským svazem na jeho vesmírnou stanici Mir. Expedice byla zahájena 5. února 1987 startem kosmické lodi Sojuz TM-2 a trvala do přistání Sojuzu TM-3 29. prosince 1987. Výprava byla dvoučlenná, skládala se z velitele Jurije Romaněnka a palubního inženýra Alexandra Lavejkina, v červenci nahrazeného Alexandrem Alexandrovem.

## Posádka
| Pozice          | První část únor – červenec 1987     | Druhá část červenec – prosinec 1987   |
| --------------- | ----------------------------------- | ------------------------------------- |
| Velitel         | Jurij Romaněnko, (3) CPK            | Jurij Romaněnko, (3) CPK              |
| Palubní inženýr | Alexandr Lavejkin, (1) NPO Eněrgija | Alexandr Alexandrov, (2) NPO Eněrgija |

V závorkách je uveden dosavadní počet letů do vesmíru včetně této expedice.
| Pozice          | Záložní posádka                 | Rezervní posádka                |
| --------------- | ------------------------------- | ------------------------------- |
| Velitel         | Vladimir Titov, CPK             | Alexandr Volkov, CPK            |
| Palubní inženýr | Alexandr Serebrov, NPO Eněrgija | Sergej Jemeljanov, NPO Eněrgija |

## Průběh expedice
Příprava kosmonautů k druhému letu na stanici Mir začala v září 1985, kdy byli jmenováni do hlavní posádky Vladimir Titov (velitel) a Alexandr Serebrov (palubní inženýr), zálohu tvořili Jurij Romaněnko a Musa Manarov. V únoru 1986 Manarova nahradil Alexandr Lavejkin. V březnu 1986 byla sestavena i třetí, rezervní, posádka ve složení Alexandr Volkov, Sergej Jemeljanov. Výcvik kosmonauti završili v říjnu 1986, pak čekali na dokončení modulu Kvant-1. Šest dní před startem, už po příletu na kosmodrom, byla kvůli onemocnění Serebrova hlavní posádka nahrazena záložní.
Expedice začala startem kosmické lodi Sojuz TM-2 z kosmodromu Bajkonur 5. února 1987 v 21:38 UTC, se stanicí Mir se loď spojila 7. února ve 23:28 UTC.
Po spojení kosmonauti prověřili systémy stanice, oživili ji a instalovali novou aparaturu. Od 20. února zahájili geofyzikální výzkumy. O tři dny později se zásobovací loď Progress 27 oddělila od stanice (byla připojená od 18. ledna 1987, zanikla v atmosféře Země 25. února 1987). Nahradil ho Progress 28, spojený se stanicí od 3. do 26. března. Kosmonauti se věnovali technologickým experimentům Pion-M a Korund, pozorovali a fotografovali povrch Země, zejména Kazachstán, jižní Sibiř a Dálný východ, kontrolovali svůj zdravotní stav.

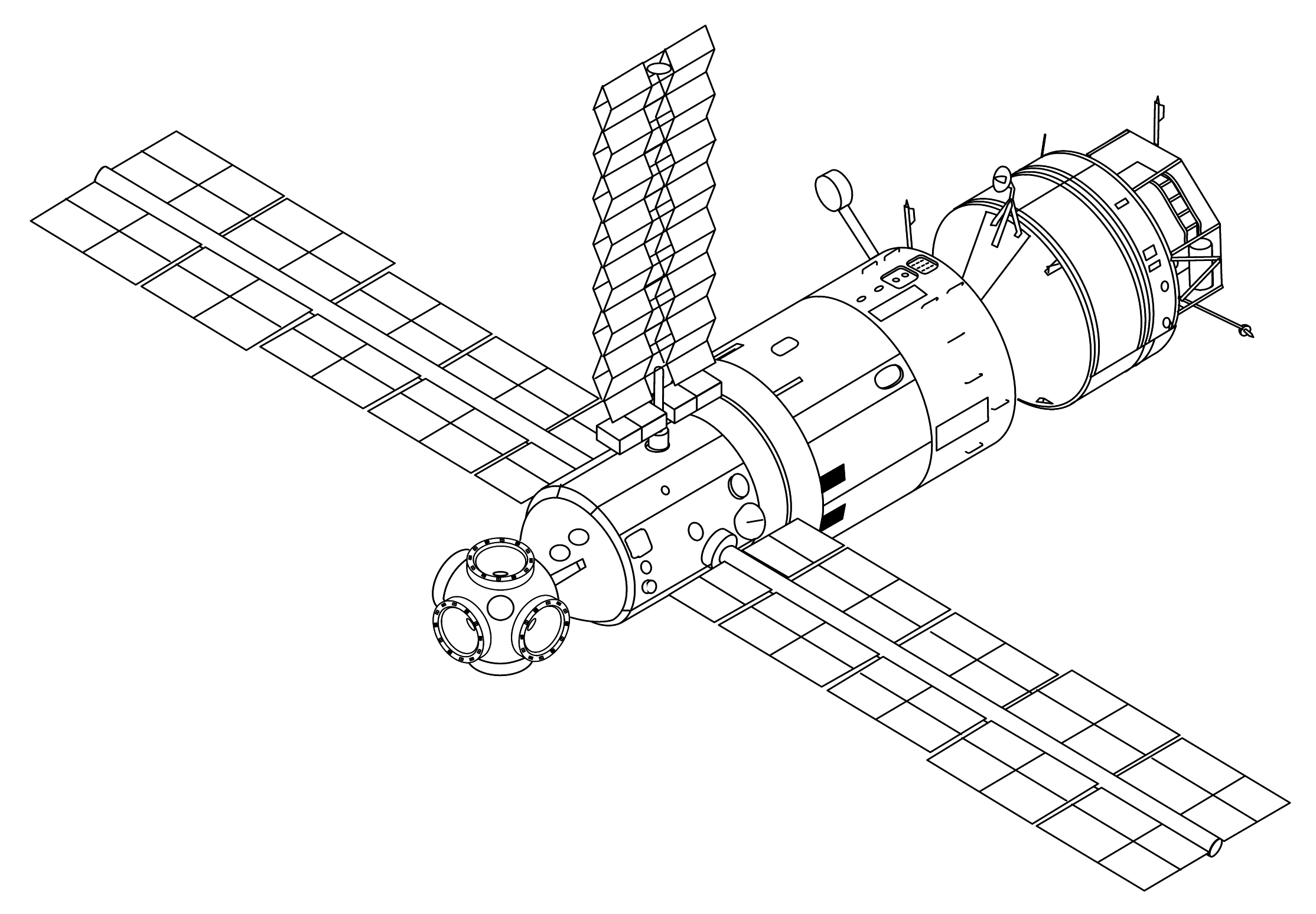
Kresba Základního bloku Miru spojeného s Kvantem

Dne 4. května proběhl neúspěšný pokus o připojení modulu Kvant-1 k zadnímu spojovacímu uzlu Miru, pokus se opakoval 9. května, spojení však nebylo pevné. Kosmonauti dostali pokyn k výstupu na povrch stanice a zjištění závady. Dne 11. května Romaněnko s Lavejkinem přeručkovali od přechodové komory do zadní části stanice, zde zjistili, že modul nedoléhá asi o centimetr, na povel ze Země se modul začal vysouvat a vzdálil se od Miru asi na 25 cm (zůstal přitom spojen s Mirem pouze koncem vodící tyče). Poté kosmonauti zjistili, že příčinou problému je kus textilu o rozměrech asi 40 × 40 cm. Pomocí nože a šroubováku kosmonauti kus rozřezali a očistili spojovací plochy. Později se zjistilo, že šlo o sáček s hygienickými potřebami, který vtáhl ventilátor do přechodové sekce z těles. Poté ohlásili splnění úkolu a mohli (poprvé v historii) přímo pozorovat automatické spojování obou objektů podle telemetrických pokynů ze Země. Výstup trval 3 hodiny a 40 minut.
V následujících dnech oživili Kvant, přijali Progress 29 (připojen 23. dubna – 11. května) a pokračovali v pozorování Země. Prověřili metody orientace a stabilizace orbitálního komplexu, nyní složeného ze čtyř částí (Sojuz–Mir–Kvant–Progress). Po polovině května přiletěl Progress 30 (připojen 21. května – 19. července) a kosmonauti zahájili biologické pokusy – sledovali růst vyšších rostlin v podmínkách mikrogravitace v experimentech Fiton a Rost. Provedli experimenty s napařováním mědi a směsi měď-stříbro na polymerní podložku v podmínkách kosmického vakua. Začátkem června uvedli do provozu mnohozonální spektrometr pro dálkový průzkum zemského povrchu a elektronový fotometr pro astrofyzikální výzkumy. Pomoci mezinárodní observatoře Rentgen instalované v Kvantu zahájili pozorováni supernovy SN 1987a, která začátkem roku explodovala ve Velkém Magellanově mračnu. Dále byla pozorována neutronová hvězda v souhvězdí Labutě.

Protože provoz stanice zvětšené o modul Kvant potřeboval více elektrické energie, během dvou výstupů 12. a 16. června kosmonauti instalovali třetí solární panel ke dvěma stávajícím. Poté pokračovali v pozorováních pomocí observatoře Rentgen a ultrafialového dalekohledu Glazar, lékařských kontrolách. Zahájili výrobu polymerních materiálů v rámci experimentu Biostojkosť. Na zařízení Jantar provedli další sérii zkoušek napařování tenkých kovových vrstev ve vakuu.

Dne 24. června 1987 přijali 1. návštěvní expedici, která přiletěla na lodi Sojuz TM-3. Sestávala z velitele Alexandra Viktorenka a syrského kosmonauta Muhammeda Ahmada Fárise. Třetím členem posádky Sojuzu byl Alexandr Alexandrov, který proti původním plánům zůstal na Miru. U Lavejkina byly totiž při lékařských kontrolách zjištěny neobvyklosti v chodu srdce a přestože žádné potíže nepozoroval, z opatrosti byl vystřídán. Návštěvníci odletěli s Lavejkinem 29. července 1987.
V srpnu a září se dvojice Romaněnko, Alexandrov věnovala především pozorování nové supernovy, zaregistrované poprvé 10. srpna. V následujících dnech byla supernova hlavním objektem sledování observatoře Rentgen. Pro získání spektrálního rozložení záření byla provedena detailní kalibrace aparatury na jiných zdrojích a ve volných pozorovacích obdobích zahájeno mapování zajímavých částí oblohy v tomto záření, například pulsar v souhvězdí Herkula, Krabí mlhovina, záření ze středu naší Galaxie atd. Rozsáhlá pozorování byla také provedena s ultrafialovým dalekohledem Glazar.
Zásoby přivezly lodě Progress 31 (připojen 6. srpna až 21. září), Progress 32 (připojen 26. září až 17. listopadu, 10. listopadu byla provedena zkouška nového způsobu přibližování) a Progress 33 (připojen 23. listopadu až 19. prosince). Byla vyzkoušena aparatura Birjoza pro sledování dynamiky fyzikálních a chemických procesů v podmínkách mikrogravitace. Kosmonauti měřili i přesnost gyroskopické stabilizace celého komplexu, důležitou pro astronomická pozorování. V listopadu kosmonauti zintenzívnili cvičení, v rámci přípravy na návrat na Zem.
Loď Sojuz TM-4 s novou, 3. základní posádkou přiletěla 23. prosince. Romaněnko s Alexandrovem se přivítali s nástupci – Vladimerm Titovem a Musou Manarovem, doplněnými Anatolijem Levčenkem, který tvořil jednočlennou 2. návštěvní expedici. Levčenko byl kosmonaut oddílu Letecko-výzkumného institutu M. M. Gromova, kde se elitní zkušební piloti chystali na pilotování Buranu. Romaněnko, Alexandrov a Levčenko přistáli v Sojuzu TM-3 dne 29. prosince 1987
v 09:16 UTC v Kazachstánu nedaleko Arkalyku. Romaněnko už 2. října překonal dosavadní nejdelší let a vytvořil nový rekord v délce 326 dní 11 hodin a 38 minut.